# Karl Kaltenbach
Karl Kaltenbach (* 15. Juni 1882 in München; † 22. April 1950 ebenda) war ein deutscher Leichtathlet.
Kaltenbach nahm bei den Olympischen Zwischenspielen 1906 in Athen an Leichtathletik- und Tauziehenwettbewerben teil. Während er im Diskus- und Steinwerfen schnell ausschied, erreichte er im Modernen Fünfkampf den 17. Platz. Zusammen mit Wilhelm Born, Willy Dörr, Joseph Krämer, Wilhelm Ritzenhoff, Heinrich Rondi, Heinrich Schneidereit und Julius Wagner holte er aber im Tauziehen die Goldmedaille, Silber ging an Griechenland. Kaltenbach war Mitglied im Münchener Sportclub Turnerschaft.